# Fulton (Ohio)
Fulton és una població dels Estats Units a l'estat d'Ohio. Segons el cens del 2000 tenia 264 habitants.

## Demografia
Segons el cens del 2000, Fulton tenia 264 habitants, 94 habitatges, i 65 famílies. La densitat de població era de 679,5 habitants per km².
Dels 94 habitatges en un 28,7% hi vivien nens de menys de 18 anys, en un 56,4% hi vivien parelles casades, en un 11,7% dones solteres, i en un 29,8% no eren unitats familiars. En el 27,7% dels habitatges hi vivien persones soles el 12,8% de les quals corresponia a persones de 65 anys o més que vivien soles. El nombre mitjà de persones vivint en cada habitatge era de 2,45 i el nombre mitjà de persones que vivien en cada família era de 2,94.
Per edats la població es repartia de la següent manera: un 19,7% tenia menys de 18 anys, un 7,2% entre 18 i 24, un 30,3% entre 25 i 44, un 28,4% de 45 a 60 i un 14,4% 65 anys o més.
L'edat mediana era de 40 anys. Per cada 100 dones de 18 o més anys hi havia 105,8 homes.
La renda mediana per habitatge era de 30.500 $ i la renda mediana per família de 40.000 $. Els homes tenien una renda mediana de 30.313 $ mentre que les dones 20.714 $. La renda per capita de la població era de 14.803 $. Aproximadament el 5,4% de les famílies i l'11,3% de la població estaven per davall del llindar de pobresa.

## Poblacions més properes
El següent diagrama mostra les poblacions més properes.